# Андросов Віктор Григорович
Ві́ктор Григо́рович Андро́сов (нар. 30 жовтня 1938, Краснодон Луганської області) — український естрадний співак (тенор), заслужений артист УРСР (1973).

## Життєпис
Музичну освіту здобув під час проходження військової служби у Німеччині. В Школі джазової музики при Дрезденській консерваторії вивчав вокал і гітару.
1962 — закінчив Всеросійську творчу майстерню естрадного мистецтва у Москві.
1963—1991 — соліст Миколаївської філармонії, тенор широкого діапазону.
Виступав з ВІА «Поющие юнги» і «Корабели». З гуртом «Корабели» записав дві пісні на спільному з Хором ім. Верьовки міньйоні — «Карпатська ніч» і «Червона рута»(1971 рік).
1972—1981 — художній керівник ВІА «Багряні бригантини» з Миколаєва. У складі цього гурту з успіхом виступив у Палаці «Україна» на І творчому звіті Миколаївської області. Після цього в 1973 році був удостоєний звання «Заслужений артист УРСР».
Також Віктор Андросов став лауреатом Міжнародного пісенного конкурсу в місті Зелена Гура (Польща), а пісня «Золотава липа» (Івана Голяка та Володимира Кудрявцева) в його виконанні посіла І місце.
З 1991 — пенсіонер.

## Репертуар
Його репертуар складали пісні українських композиторів. Виконував пісні у кінофільмах українських студій, серед яких пісня в кінофільмі «Білий птах з чорною ознакою» Юрія Іллєнка.
Серед доступних записів:
- Карпатська ніч
- Любовь моя
- Морщинки
- Письмо
- У Карпатах ходить осінь
- Червона рута
- Якби мені не тиночки